# Scotland the Brave
Scotland the Brave è considerato uno degli inni non ufficiali della Scozia e marcia di diversi reggimenti britannici.
Il testo più comunemente cantato venne scritto intorno al 1950 dal giornalista scozzese Cliff Hanley.

## Testo e traduzione
Hark when the night is falling, 

Hear! hear the pipes are calling, 

Loudly and proudly calling, 

Down thro' the glen. 

There where the hills are sleeping, 

Now feel the blood a-leaping, 

High as the spirits of the old Highland men. 

Coro: 

Towering in gallant fame, 

Scotland my mountain hame, 

High may your proud standards gloriously wave, 

Land of my high endeavour, 

Land of the shining river, 

Land of my heart for ever, 

Scotland the brave. 

High in the misty Highlands 

Out by the purple islands, 

Brave are the hearts that beat 

Beneath Scottish skies. 

Wild are the winds to meet you, 

Staunch are the friends that greet you, 

Kind as the love that shines from fair maidens' eyes. 

Coro 

Far off in sunlit places 

Sad are the Scottish faces, 

Yearning to feel the kiss 

Of sweet Scottish rain. 

Where the tropics are beaming 

Love sets the heart a-dreaming, 

Longing and dreaming for the homeland again.

Odi, quando scende la notte, 

Senti! Senti, le cornamuse suonare, 

Chiamare con impeto e orgoglio, 

Giù verso la vallata. 

Laddove dormono le colline, 

Ora avverti il sangue sobbalzare, 

Alto come gli spiriti dei grandi uomini delle Highlands. 

Coro: 

Torre di fama illustre, 

Scozia, mia montagna di casa, 

Possano i tuoi stendardi sventolare alti con gloria, 

Terra del mio grande sforzo, 

Terra del fiume splendente, 

Terra del mio cuore per sempre, 

Scotia Audax. 

Lassù tra gli Altopiani nebulosi

Presso le isole violacee, 

Audaci sono i cuori che battono

Sotto i cieli di Scozia. 

Selvaggi sono i venti che ti incontrano, 

Leali sono gli amici che ti accolgono, 

Puri come l'amore che brilla dagli occhi delle gentili fanciulle. 

Coro 

Lontano fra i posti assolati 

Infelici sono i volti scozzesi, 

Struggenti di provare il bacio

di dolce pioggia scozzese. 

Laddove i Tropici splendono

Amore mette gli animi a sognare, 

Bramando e sognando ancora la Madre Patria. 

Coro